# 80-20促進會
80-20促進會是亞裔美國人創立的一個選舉促進組織，主要是團結亞裔美國人中至少80%的選舉人，使美國總統選舉期間，讓亞裔美國人不被候選人所忽視。

## 歷史
80-20促進會於1996年開始籌備，並於1998年9月26日於美國加州的洛杉磯成立。

## 外部連結
- 80-20促進會網站（页面存档备份，存于）英文